# Histerômetro
Histerômetro (português brasileiro) ou histerómetro (português europeu) serve para execução de exame ginecológico. É uma sonda uterina utilizada para medir a profundidade da cavidade uterina.